# Saint-Rémy (Calvados)
Saint-Rémy – miejscowość i gmina we Francji, w regionie Normandia, w departamencie Calvados.
Według danych na rok 1990 gminę zamieszkiwały 993 osoby, a gęstość zaludnienia wynosiła 132 osoby/km² (wśród 1815 gmin Dolnej Normandii Saint-Rémy plasuje się na 228. miejscu pod względem liczby ludności, natomiast pod względem powierzchni na miejscu 681.).